# Bimbo Ademoye
Bimbo Ademoye es una actriz nigeriana. En 2018, fue nominada a mejor actriz de comedia en los Africa Magic Viewers Choice Awards por su papel en la película Backup Wife (2017).

## Biografía
Ademoye nació el 4 de febrero de 1991 en Lagos, suroeste de Nigeria. Es egresada de la Universidad Covenant, donde estudió administración de empresas. En una entrevista con el diario The Punch, dijo que fue criada por un padre soltero que siempre apoyó su profesión.

## Carrera
En entrevista con el diario The Daily Independent, mencionó que debutó como actriz en 2014 al ser elegida para el cortometraje Where Talent Lies. La película recibió elogios en el Festival Internacional de Cine de África. Describe a Uduak Isong como su mentor y quien la ayudó a ingresar a la industria. En 2015, fue seleccionada para su primer largometraje Its About Your Husband, también producida por Isong. En una compilación de 2018 del periódico Premium Times, fue incluida como uno de los cinco actores/actrices que tendrían una carrera exitosa antes de fin de año. En abril de 2018, participó con Stella Damasus en Gone, dirigida por Daniel Ademinokan. Describió su trabajo con Damasus como un momento motivador en su carrera. En los City People Movie Awards 2018, fue nominada en la categoría Revelación del año, Mejor actriz revelación y Mejor actriz prometedora. Su papel en Backup Wife también le valió una nominación al Mejor papel principal en los Premios Nigeria Entertainment 2018. Recibió dos nominaciones individuales en los Best of Nollywood Awards 2018 por su papel en Asistente personal, ganando el premio en la categoría Mejor Actriz de Reparto y obteniendo una nominación al Mejor Beso en una película. También ha sido descrita como icono de estilo por varios medios de comunicación. En 2021 se incorpora al elenco de la serie de Netflix, Castle & Castle.